# Rhyno
Terrance Guido Gerin, meglio conosciuto con i ring name Rhyno o Rhino (Detroit, 7 ottobre 1975), è un wrestler statunitense sotto contratto con la Total Nonstop Action Wrestling.
In carriera ha lottato per alcune delle principali federazioni di wrestling statunitensi, tra cui la World Wrestling Federation/Entertainment, la Extreme Championship Wrestling, la Total Nonstop Action Wrestling/Impact Wrestling e la Ring of Honor.
In WWF/E ha vinto una volta lo United States Championship, tre volte l'Hardcore Championship e una volta lo SmackDown Tag Team Championship (con Heath Slater), di cui è stato il campione inaugurale, mentre in TNA/Impact Wrestling ha conquistato una volta l'NWA World Heavyweight Championship e una volta l'Impact World Tag Team Championship con Heath.

## Carriera

### Gli inizi
Gerin si allenò presso la Can-Am Wrestling School di Windsor, sotto la guida di Scott D'Amore e debuttò nel 1994 nel circuito indipendente di Detroit con il ring name Terry Richards. In seguito adottò lo pseudonimo Rhino Richards e lottò in Canada dando vita alla stable "THUG Life" con Joe Legend, Christian, Bloody Bill Skullion, Sexton Hardcastle e, per un periodo, "Big Bubba" Pat Ryan.

### Extreme Championship Wrestling (1999–2001)
Gerin debuttò nella ECW nel 1999 come Rhino, unendo le forze con Steve Corino e Jack Victory. Rhino e Corino sfidarono Tommy Dreamer e Raven per l'ECW Tag Team Championship durante Anarchy Rulz, ma non riuscirono a conquistare le cinture. Sul finire del 1999 Rhino iniziò un feud con The Sandman e a November to Remember 1999 sconfisse Dreamer, Raven e The Sandman lottando assieme agli Impact Players.
Il 12 marzo 2000 Rhino perse contro Super Crazy nella finale di un torneo valido per l'ECW World Television Championship svoltosi durante ECW Living Dangerously. Vinse quindi il titolo il 22 aprile sconfiggendo Yoshihiro Tajiri a CyberSlam, salvo perderlo contro Kid Kash il 26 agosto.
Intorno alla metà del 2000 continuò il feud con The Sandman, sconfiggendolo in diversi match. Durante l'incontro svoltosi ad ECW Hardcore Heaven colpì con un piledriver Lori, moglie e valletta di Sandman.
Rhino conquistò l'ECW World Heavyweight Championship il 7 gennaio 2001 a ECW Guilty as Charged sconfiggendo The Sandman in uno squash match svoltosi immediatamente dopo la conquista della cintura da parte di The Sandman scontro Steve Corino in un three-way tables, ladders, chairs and canes match.
Gerin fu uno degli ultimi a lasciare la compagnia quando fallì, rifiutando che tutto stesse finendo. Fu l'ultimo ECW Heavyweight e Television Champion della ECW originale.

### World Wrestling Federation/Entertainment (2001–2005)

#### Regni titolati (2001–2003)
Subito dopo il fallimento della ECW, Gerin ha firmato un contratto con la World Wrestling Federation. Nella puntata di Raw del 19 marzo 2001, Gerin ha fatto il suo debutto con il nome di Rhyno come heel, alleandosi con Edge e Christian. Rhyno ha poi aiutato Edge e Christian a sconfiggere gli Hardy Boyz ed i Dudley Boyz per il WWF Tag Team Championship in un Tables, Ladders and Chairs match a WrestleMania X-Seven. Nella puntata di SmackDown del 17 aprile, Rhyno ha sconfitto Kane per vincere l'Hardcore Championship, che ha poi difeso a Backlash, contro Raven. A Judgment Day, Rhyno, Edge, Christian e Kurt Angle hanno formato una stable conosciuta come "Team RECK", i quali hanno raggiunto le semifinali del torneo King of the Ring nell'omonimo pay-per-view, che è stato vinto da Edge.
Nella metà del 2001 Rhyno vince tre volte il WWE Hardcore Championship. Il 23 settembre 2001 batte Tajiri ad Unforgiven vincendo il WCW United States Championship, perso il 22 ottobre in una puntata di Raw contro Kurt Angle. Successivamente subisce un grave infortunio.

#### Opportunità titolate (2003–2004)
Rhino torna in WWE il 27 febbraio 2003 a Smackdown alleandosi con Chris Benoit, sconfiggendo, Matt Hardy e Shannon Moore. La Settimana dopo sempre a Smackdown, battono il Team Angle. Mentre il 13 marzo a Smackdown affrontano i Los Guerreros, ma il match finisce in No Contest. In quella del 20 marzo, batte in singolo Charlie Haas. Nella puntata del 27 marzo, subiscono la prima sconfitta da A-Train e Big Show. A WrestleMania XIX, competono in un - Triple Threat Match per i WWE Tag Team Titles contro il Team Angle e i Los Guerreros, ma perdono il match. La Settimana dopo sempre a Smackdown, nel main event, affronta Big Show, vincendo per Squalifica. Affronta il suo partner, Chris Benoit il 10 aprile a Smackdown, Perdendo. Mentre il 19 aprile a Velocity, batte Chris Kanyon. A Smackdown il 24 aprile perde nel Main Event perde contro, John Cena. Nella puntata del 1º maggio di Smackdown, perde insieme a Benoit, contro Chuck Palumbo & Johnny Stamboli. Ma la Settimana dopo, batte John Cena a Smackdown. Mentre il 17 maggio a Velocity batte anche Bill DeMoot. A Judgment Day, affronta insieme a Benoit e Brian Kendrick, John Cena, Johnny Stamboli e Chuck Palumbo, ma perdono il match. Nella puntata del 24 maggio di Velocity, batte A-Train, per Count Out. Nella puntata del 12 giugno di Smackdown, perdono contro i Basham Brothers. Settimana dopo affronta Benoit, perdendo però il Match. Il 28 giugno a Velocity, affrontano di nuovo i Basham vincendo il match. Nella puntata del 3 luglio di Smackdown battono ancora i Basham. E la settimana dopo battono Matt Hardy e Shannon Moore. Il 17 luglio sempre a Smackdown, affronta Sean O'Haire, ma il match termina in un No Contest. Mentre il 24 luglio perde contro Eddie Guerrero. A Vengeance effettua un Turn Heel ai danni di Chris Benoit, aiutando Eddie Guerrero a conquistare lo United States Championship. Nella puntata del 14 agosto, perde contro, Tajiri. E la settimana dopo, con Eddie Guerrero, vince contro Chris Benoit e Tajiri. A Summerslam, perde un Fatal Four Way Match per lo US Title, contro Guerrero, Benoit e Tajiri. L'11 settembre a Smackdown, perde ancora contro Chris Benoit. La settimana dopo, perde con Tajiri, contro Benoit e Rey Mysterio. Nella puntata del 27 settembre di Velocity, vince contro Orlando Jordan. Mentre il 4 ottobre sempre a Velocity, batte Funaki. Nella puntata del 16 ottobre a un match contro Eddie Guerrero per il United States Championship, che non riesce a vincere.
Nella puntata di Velocity del 15 novembre batte Kanyon, ma in quella del 22 perde contro, Scotty 2 Hotty. Nella puntata del 27 novembre di Smackdown, compete in una Battle Royal per il primo contendente al WWE Title, ma viene eliminato. Il 6 dicembre a Velocity perde contro, Bradshaw, ma nel rematch a Smackdown riesce a batterlo. Mentre in quella del 18 dicembre di Smackdown, perde per Squalifica contro, Faarooq. Nell'ultima puntata del 2003 di Smackdown, perde contro Rikishi. Nella prima puntata di Smackdown del 2004, perde contro Bradshaw. Mentre il 10 gennaio a Velocity, sconfigge Funaki. Il 15 gennaio a Smackdown, perde però contro John Cena. La settimana Successiva sempre a Smackdown, combatte in un Handicap Match insieme a, Brock Lesnar, Big Show e Matt Morgan contro John Cena e Chris Benoit, perdendo però il match. Partecipa alla Royal Rumble, senza ottenere successo venendo eliminato. Il 29 gennaio a Smackdown, partecipa ad un'altra royal rumble, per il primo contendente al WWE Title, ma viene eliminato facendo però una buona figura. Nella puntata del 7 febbraio di Velocity, insieme ad A-Train, battono John Murray & Bobby Rude. Nella puntata del 12 febbraio di Smackdown, affronta Hardcore Holly, però il match finisce in doppia squalifica. A No Way Out, affronta appunto Holly, venendo però sconfitto. Il 21 a Velocity batte Shannon Moore. Ma in quella del 6 marzo, perde contro Billy Gunn. Mentre l'11 perde contro John Cena a Smackdown. La settimana dopo perde anche il Rematch.

#### Alleanza con Tajiri (2004–2005)
Rhyno passa a Raw, e nel suo primo match a Raw il 22 marzo affronta senza successo Chris Benoit in un match con in palio il World Heavyweight Championship. Settimana dopo Batte, Lance Storm. Ma la settimana dopo, perde contro Kane. Mentre il 25 aprile a Heat, perde contro Shelton Benjamin. Esegue un Turn Face il 26 aprile, battendo Rob Conway a Raw. Mentre il 9 maggio a Heat, batte Val Venis. Nella puntata di Raw del 17 maggio, partecipa alla Battle Royal per il primo contendente al World Heavyweight Title, ma viene eliminato. Il 23 maggio, batte Stevie Richards. Mentre in quella del 30, batte Val Venis. Continua a Vincere il 6 giugno a Heat, battendo Rory McGregor. Nella puntata del 28 giugno, insieme a Sgt. Slaughter, affronta la Resistance, per i titoli di coppia, perdendo il match. Settimana successiva ci riprova con Val Venis, ma nulla di fatto.
Inizia una breve rivalità con Jonanthan Coachman e Garrison Cade, faida terminata dopo la vittoria di Rhyno e Tajiri a Vengeance 2004. Nella puntata di Heat del 1º agosto, battono Rory & Robby McAllister. Il Giorno dopo a Raw, ottengono una importante vittoria, battendo la Resistance. Il 9 agosto a Raw, perdono contro, Rip Albright & Chris Cage. Ma in quella del 16, vince contro Sylvain Grenier. Ad Unforgiven 2004 i due sfidano i World Tag Team Champions, La Resistance, in un match valevole per il titolo: a vincere però furono Rob Conway e Sylvain Grenier mantenendo il titolo in modo estremamente scorretto. Affrontano la Resistance e Jonanthan Coachman in un Handicap Match, perdendo però il match. La settimana dopo a Raw, battono insieme a Chris Benoit & William Regal, la Resistance, Batista e Ric Flair. A Heat il 19 settembre, battono The Hurricane e Rosey. Nel Rematch a Raw, del 27 settembre perdono. L'11 ottobre a Raw, affronta inizialmente Chris Jericho, ma il match finisce in un No Contest, e si trasforma in un Tag Team Match tra Rhyno e Jericho contro, Christian e Tyson Tomko, riuscendo a vincere. Il giorno dopo a Heat, batte con Tajiri, Danny Doring & Arch Kincaid. Nella puntata di Raw del 18 ottobre, compete in un 6-Man Elimination Match, contro Shelton Benjamin, Christian, The Hurricane, , Jonathan Coachman e Tajiri, perdendo. Il 31 ottobre, batte a Heat, Rodney Mack. Mentre in quella del 14, batte Jeremy Young.
Il giorno dopo a Raw, prova ancora a conquistare i titoli di coppia con Tajiri, in un 3-way Elimination Match contro William Regal & Eugene e La Résistance, perdendo anche in questa occasione. Settimana successiva, batte Jonathan Coachman. Mentre in quella di Raw del 29 novembre, partecipa ad una Battle Royal, perdendo. Il 5 dicembre ad Heat, perdono contro Christian & Tyson Tomko. Mentre il 19 dicembre, perdono ancora contro, la Resistance. Nell'ultima puntata di Raw, del 2004, perde un Elimination Chamber Beat the Clock Challenge, contro Batista.
Il 3 aprile 2005 Rhyno viene licenziato. Riappare a sorpresa one night only al PPV ECW One Night Stand perdendo contro Sabu.

### Total Nonstop Action Wrestling (2005–2010)

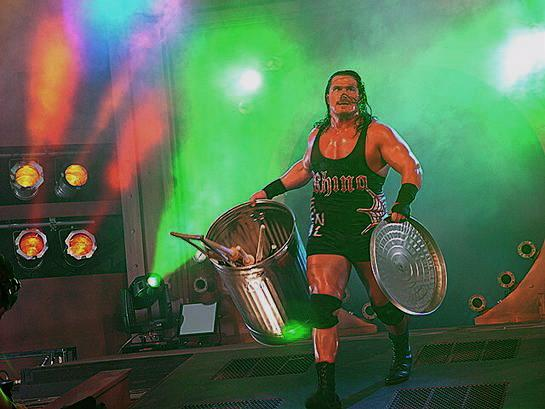
Rhyno in TNA

Rhino debuttò in TNA il 17 luglio 2005. Vinse per la prima ed unica volta l'NWA World Heavyweight Championship il 23 ottobre dello stesso anno, sconfiggendo Jeff Jarrett a Bound for Glory. Dopo essere sparito per un bel po' dalle scene TNA per alcuni infortuni, Rhino torna come manager di Jesse Neal. Le cose non vanno a buon fine e dopo l'ennesimo match perso da Jesse, Rhino lo attacca con la sua Gore effettuando un Turn Heel. Dopo si allea con il Team 3D e con Jesse Neal, ritornato come Heel. L'alleanza dura poco e Rhino decide di tornare a lottare da singolo. In seguito si unisce agli E.V 02, turnado Face. Ad Hardcore Justice 2010 vince un Three Way Dance contro Brother Runt e Al Snow. A TNA No Surrender 2010 viene sconfitto da Abyss in un Falls Count Anywhere Match. Dopo Bound for Glory 2010 lascia la TNA.

### Ring of Honor (2011–2014)
Il 13 giugno Rhino debutta come bodyguard dell'Embassy, stable guidata da Prince Nana. Nel suo match di debutto avvenuto al PPV Best in the World, Rhino è stato sconfitto da Homicide in uno Street Fight match. Al PPV ROH Death Before Dishonor IX, il 17 settembre, Rhino e Tommaso Ciampa hanno sconfitto Homicide e Jay Lethal in un tag team match. Alla fine del 2011 Rhino non apparì più in ROH per poi venire rimosso dal sito ufficiale della federazione e lasciando la società. Gerin è tornato in Ring of Honor nell'aprile 2012 come membro della House of Truth, guidata da Truth Martini. Il 12 maggio a Border Wars è stato sconfitto da Eddie Edwards.

### Ritorno in TNA (2014–2015)
Il 3 luglio 2014 Rhino è tornato in TNA durante i tapings di Impact Wrestling, dove ha attaccato Bully Ray. In questo modo ha aiutato Ethan Carter III a vincere un tables match effettuando un turn heel.
Il 10 luglio si unisce al Team Dixie e spiega che il motivo per cui ha attaccato Bully Ray era perché quest'ultimo si era rammollito dall'ultima volta che si erano visti. Il 17 luglio il Team Dixie viene attaccato da Bully Ray e un rientrante Tommy Dreamer. Il 24 luglio il Team Dixie ha ancora la peggio per via del ritorno di Devon che con Bully Ray riforma il Team 3D e schianta su un tavolo Ethan Carter III. Il 31 luglio vince insieme ad EC III e Rockstar Spud un 6-Man Hardcore tag team match contro il Team 3D e Tommy Dreamer grazie all'aiuto dei debuttanti Rycklon e Snitsky. Il 7 agosto è a bordo ring per il 6-Man Hardcore tag team match vinto dal Team 3D e Tommy Dreamer ai danni di Ethan Carter III, Rycklon e Snitsky. A fine serata assiste alla caduta di Dixie Carter su un tavolo per mano del Team 3D. Il 14 agosto si unisce insieme ad Ethan Carter III e Rockstar Spud per fare un minuto di silenzio dedicato a Dixie Carter per la caduta della settimana prima, non riuscendoci a causa dei fischi del pubblico.
Il 20 agosto viene incolpato da Ethan Carter III di essere lui la causa della caduta di Dixie Carter sul tavolo e per questo subisce un attacco da lui; grazie a questo Rhino effettua un Turn Face. Il 27 agosto vince per squalifica contro Ethan Carter III dopo essere stato colpito con una sedia. A fine match EC3 infierisce su un Rhino a terra.

### Ritorno in WWE (2015–2019)

#### NXT(2015–2016)
Il 18 febbraio 2015 Rhyno ritorna in WWE e precisamente nel territorio di sviluppo NXT, vincendo un match contro Elias Samson. Dopo il match interrompe un'intervista di Finn Bálor, attaccandolo. Riappare nella puntata di NXT del 1º aprile, battendo un jobber in pochissimo tempo.
Nella puntata di NXT del 15 aprile, combatte contro Sami Zayn, dopo un match molto combattuto viene però sconfitto, subendo la prima sconfitta ad NXT. La settimana dopo, sconfigge in breve tempo, Jesus de Leon. Nella puntata del 6 maggio di NXT, affronta e sconfigge Bull Dempsey, e dopo il match inizia un Feud con Baron Corbin, sfidandolo ad un match ad NXT TakeOver: Unstoppable. La settimana dopo interviene dopo il match di Corbin, attaccandolo ed effettuando due gore su due membri della security. A NXT TakeOver: Unstoppable, si conclude il feud tra i due, dove Rhyno viene sconfitto da Corbin. Nella puntata di NXT del 3 giugno, nel Main Event, affronta Finn Bálor non riuscendo a vincere, ma dopo il match attacca Bálor con una Gore sullo Stage. Il 24 giugno a NXT, a inizio puntata attacca ancora Balor effettuando un Turn Heel definitivo, stessa sera affronta quindi Balor nel main event, ma viene ancora sconfitto, e dopo il match attacca il suo avversario insieme a Baron Corbin. Nella puntata successiva di NXT, nel main event affronta insieme a Kevin Owens, Finn Bálor e Samoa Joe, perdendo il match. Il 5 agosto sempre ad NXT, perde contro, Samoa Joe. Il 2 settembre si allea con Baron Corbin, i due partecipano al Dusty Rhodes Tag Team Classic e nel primo round battono gli The Ascension (Konnor e Viktor). In quella del 16 settembre di NXT battono anche Johnny Gargano e Tommaso Ciampa nel secondo round. Ad NXT TakeOver: Respect, battono Chad Gable e Jason Jordan nella semifinale, nella stessa sera affrontano quindi la finale del torneo, contro Finn Bálor e Samoa Joe, tuttavia perdendo però il match. Settimana dopo a NXT, partecipa ad una battle royal per decretare il nuovo contendente n°1 all'NXT Championship, ma viene proprio eliminato da Baron Corbin. Dopo quanto successo, la settimana successiva si affrontano nel main event di NXT, dove ne esce sconfitto.
Il 7 dicembre, Rhyno fa ritorno a Raw da face, unendosi al Team ECW formato dai Dudley Boyz e Tommy Dreamer e ha affrontato la Wyatt Family (Bray Wyatt, Braun Strowman, Erick Rowan e Luke Harper), prima a TLC: Tables, Ladders & Chairs del 13 dicembre e poi nella puntata di Raw del giorno dopo, in un Extreme Rules Match, e in entrambe le occasioni il suo team è stato duramente sconfitto.
Nella puntata di NXT del 20 luglio 2016 Rhyno è stato pesantemente sconfitto dall'NXT Champion Samoa Joe.

#### SmackDown Tag Team Champion (2016–2017)
Ha fatto il suo ritorno nel main roster nella puntata di SmackDown del 26 luglio quando è intervenuto sul ring colpendo Heath Slater con la Gore. La settimana successiva ha attaccato di nuovo Slater nell'ufficio del General Manager Daniel Bryan, il quale ha annunciato che Rhyno e Slater si sarebbero affrontati in un match il 9 agosto con in palio la possibilità di entrare a far parte del roster dello show blu. Il 9 agosto, infatti, Rhyno ha sconfitto Slater, entrando a far parte del roster di SmackDown. Il 19 agosto, a Main Event, è stato sconfitto da Baron Corbin. Il 25 agosto a Main Event è stato sconfitto duramente da Erick Rowan. Nella puntata di SmackDown del 23 agosto, forma un tag team con Heath Slater, partecipando così al torneo indetto da Shane McMahon e Daniel Bryan con in palio i nuovi titoli di coppia del roster blu, i WWE SmackDown Tag Team Championships. Nella puntata di SmackDown del 27 agosto il team di Slater e Rhyno ha affrontato e sconfitto nei quarti di finale gli Headbangers (Mosh e Thrasher). Nella puntata di SmackDown del 6 settembre Rhyno e Slater hanno sconfitto gli Hype Bros (Mojo Rawley e Zack Ryder) in semifinale, qualificandosi dunque per la finale del torneo a Backlash. Nella finale Slater e Rhyno hanno affrontato gli Usos (Jey Uso e Jimmy Uso), sconfiggendoli e diventando per la prima volta WWE SmackDown Tag Team Champions. Nella puntata di SmackDown del 13 settembre Slater e Rhyno hanno difeso con successo i titoli contro gli Ascension (Konnor e Viktor). Nella puntata di Main Event del 22 settembre Rhyno e Slater hanno sconfitto i Breezango (Fandango e Tyler Breeze) in un match non titolato. Nella puntata di SmackDown del 27 settembre gli Heath Slater, Rhyno e gli American Alpha sono stati sconfitti dagli Usos e dagli Ascension. Nella puntata di Main Event del 5 ottobre Slater e Rhyno hanno sconfitto nuovamente gli Ascension in un match non titolato. Il 9 ottobre a No Mercy Slater e Rhyno hanno difeso con successo i titoli contro gli Usos. Nella puntata di SmackDown del 18 settembre Rhyno, Slater e l'Intercontinental Champion Dolph Ziggler sono stati sconfitti dalla Spirit Squad (Kenny e Mikey) e The Miz. Nella puntata di SmackDown del 25 ottobre Slater e Rhyno hanno difeso con successo i titoli contro la Spirit Squad. Nella puntata di Main Event del 4 novembre Slater e Rhyno hanno sconfitto i Breezango in un match non titolato. Il 20 novembre a Survivor Series Slater e Rhyno hanno preso parte al 10-on-10 Traditional Survivor Series Tag Team Elimination match come parte del Team SmackDown contro il Team Raw, ma sono stati eliminati da Enzo Amore e Big Cass, mentre il Team Raw ha vinto l'incontro. Il 4 dicembre a TLC: Tables, Ladders & Chairs Slater e Rhyno hanno perso i titoli contro Bray Wyatt e Randy Orton della Wyatt Family dopo 84 giorni di regno. Nella puntata di SmackDown del 6 dicembre Slater e Rhyno sono stati sconfitti da Wyatt e Orton nel rematch titolato di TLC. Nella puntata di SmackDown del 13 dicembre Slater e Rhyno hanno partecipato ad una Battle royal che comprendeva anche gli American Alpha (Chad Gable e Jason Jordan), i Vaudevillains (Aiden English e Simon Gotch), gli Ascension, i Breezango e gli Hype Bros ma sono stati eliminati, mentre gli Hype Bros si sono aggiudicati la contesa, diventando i contendenti n°1 al WWE SmackDown Tag Team Championship. Slater ha inavvertitamente e involontariamente eliminato Rhyno, mentre lo stesso Slater è stato eliminato da Konnor degli Ascension. Nella puntata di SmackDown del 27 dicembre Slater e Rhyno hanno affrontato la Wyatt Family (rappresentata da Luke Harper e Randy Orton), gli Usos e gli American Alpha in un Four Corners Elimination match per il WWE SmackDown Tag Team Championship ma sono stati eliminati dagli Usos, mentre gli American Alpha si sono aggiudicati la contesa e il titolo. Nella puntata di SmackDown del 24 gennaio 2017 Rhyno ha partecipato ad una Battle Royal per guadagnare un posto nel Royal Rumble match del 2017 ma è stato eliminato da Mojo Rawley. Nella puntata di SmackDown del 7 febbraio gli American Alpha, i Breezango e Heath Slater e Rhyno sono stati sconfitti dagli Ascension, gli Usos e i Vaudevillains. Il 12 febbraio, ad Elimination Chamber, Heath Slater e Rhyno hanno partecipato ad un Tag Team Turmoil match per il WWE SmackDown Tag Team Championship ma, dopo aver eliminato i Breezango e i Vaudevillains, sono stati eliminati dagli Usos. Nella puntata di SmackDown del 28 marzo Heath Slater, Rhyno, Mojo Rawley e gli American Alpha hanno sconfitto Dolph Ziggler, i Breezango e gli Usos. Il 2 aprile, nel Kick-off di WrestleMania 33, Rhyno ha partecipato all'annuale André the Giant Memorial Battle Royal ma è stato eliminato da Dolph Ziggler.

#### Varie faide (2017–2019)
Con lo Shake-up del 10 aprile Rhyno è stato trasferito nel roster di Raw, e con lui anche Heath Slater. Nella puntata di Main Event del 28 aprile Rhyno ha sconfitto Titus O'Neil. Nella puntata di Raw dell'8 maggio Rhyno e Slater hanno partecipato ad un Tag Team Turmoil match per determinare i contendenti n°1 al WWE Raw Tag Team Championship degli Hardy Boyz (Jeff Hardy e Matt Hardy) ma sono stati eliminati da Cesaro e Sheamus. Nella puntata di Main Event del 26 maggio Rhyno e Slater hanno sconfitto Curt Hawkins e Curtis Axel. Nella puntata di Main Event del 2 giugno Slater e Rhyno hanno sconfitto Curt Hawkins e Bo Dallas. Nella puntata di Raw del 5 giugno Slater e Rhyno sono stati sconfitti dai WWE Raw Tag Team Champions Cesaro e Sheamus. Nella puntata di Raw del 12 giugno Slater e Rhyno hanno sconfitto l'Intercontinental Champion The Miz e The Bear grazie all'intervento di Dean Ambrose (che era nascosto sotto il costume da orso). Nella puntata di Main Event del 23 giugno Rhyno è stato sconfitto da Kalisto. Nella puntata di Raw del 26 giugno Slater, Rhyno e Dean Ambrose sono stati sconfitti da The Miz, Bo Dallas e Curtis Axel. Nella puntata di Main Event del 21 luglio Slater e Rhyno sono stati sconfitti da Luke Gallows e Karl Anderson. Nella puntata di Raw del 4 settembre Slater e Rhyno sono stati sconfitti da Cesaro e Sheamus. Nella puntata di Main Event del 14 settembre Rhyno ha sconfitto Dash Wilder. Nella puntata di Main Event del 28 settembre Rhyno ha sconfitto nuovamente Dash Wilder. Nella puntata di Main Event del 12 ottobre Slater e Rhyno hanno sconfitto Curt Hawkins e Dash Wilder. Nella puntata di Main Event del 19 ottobre Rhyno ha sconfitto Dash Wilder. Nella puntata di Raw del 30 ottobre Slater e Rhyno hanno sconfitto Luke Gallows e Karl Anderson in un All Hallows' Eve Trick or Street Fight. Nella puntata di Main Event del 10 novembre Slater e Rhyno sono stati sconfitti da Luke Gallows e Karl Anderson. Nella puntata di Main Event del 6 dicembre Slater e Rhyno sono stati sconfitti da Luke Gallows e Karl Anderson. Nella puntata di Main Event del 13 dicembre Rhyno ha sconfitto Curt Hawkins. Nella puntata di Raw del 18 dicembre Slater e Rhyno sono stati sconfitti dai Revival (Dash Wilder e Scott Dawson). Nella puntata di Raw del 1º gennaio 2018 Slater e Rhyno sono stati pesantemente sconfitti da Braun Strowman in un 2-on-1 Handicap match. Nella puntata di Raw dell'8 gennaio Rhyno è stato pesantemente sconfitto da Samoa Joe. Nella puntata di Main Event del 17 gennaio Rhyno ha sconfitto Curt Hawkins. Nella puntata speciale di Raw 25th Anniversary del 22 gennaio il match tra Heath Slater e Rhyno e il Titus Worldwide (Apollo Crews e Titus O'Neil) è terminato in no contest. Il 28 gennaio, alla Royal Rumble, Rhyno ha partecipato all'omonimo match entrando col numero 4 ma è stato eliminato da Baron Corbin. Nella puntata di Raw del 29 gennaio Slater e Rhyno sono stati sconfitti dai Revival. Nella puntata di Main Event del 21 febbraio Slater e Rhyno sono stati sconfitti dai Revival. Nella puntata di Raw del 5 marzo Rhyno è stato pesantemente sconfitto da Bray Wyatt. Nella puntata di Raw del 12 marzo Slater e Rhyno hanno partecipato ad una Battle Royal per determinare i contendenti n°1 al WWE Raw Tag Team Championship di Cesaro e Sheamus ma sono stati eliminati da Braun Strowman. Nella puntata di Raw del 26 marzo Rhyno è stato sconfitto da Elias. L'8 aprile, nel Kick-off di WrestleMania 34, Rhyno ha partecipato all'annuale André the Giant Memorial Battle Royal ma è stato eliminato. Nella puntata di Raw del 9 aprile Slater e Rhyno sono stati sconfitti dai debuttanti Authors of Pain (Akam e Rezar). Nella puntata di Raw del 16 aprile Slater e Rhyno sono stati sconfitti nuovamente dagli Authors of Pain. Il 27 aprile, a Greatest Royal Rumble, Rhyno ha partecipato al Royal Rumble match a 50 uomini entrando col numero 22 ma è stato eliminato da Roderick Strong (appartenente ad NXT). Nella puntata di Raw del 7 maggio Slater e Rhyno sono stati sconfitti da Dolph Ziggler e Drew McIntyre. Nella puntata di Raw del 4 giugno Slater e Rhyno hanno partecipato ad una Tag Team Battle Royal per determinare i contendenti n°1 al WWE Raw Tag Team Championship di Bray Wyatt e Matt Hardy ma sono stati eliminati per ultimi dal B-Team (Bo Dallas e Curtis Axel), i quali si sono aggiudicati la contesa. Nella puntata di Raw dell'11 giugno Slater e Rhyno sono stati sconfitti dal B-Team. Nella puntata di Raw del 18 giugno Slater e Rhyno sono stati sconfitti dai WWE Raw Tag Team Champions Bray Wyatt e Matt Hardy.
Nella puntata di Raw del 3 dicembre Rhyno è stato sconfitto dal suo compagno Heath Slater in un match in cui il perdente sarebbe stato licenziato (kayfabe). Nella puntata di Raw del 24 dicembre Rhyno è apparso sul ring vestito da Babbo Natale per aiutare Heath Slater nel suo match contro Jinder Mahal. Nella puntata di Raw del 1º gennaio Heath Slater e Rhyno sono stati sconfitti da Jinder Mahal e The Singh Brothers (Samir Singh e Sunil Singh). Dopo questo match è apparso sporadicamente in WWE.
Il 17 luglio, alla scadenza del suo contratto, lasciò la federazione.

### Ritorno a Impact Wrestling (2019–presente)
Il 7 luglio 2019, sebbene fosse ancora sotto contratto con la WWE, Rhyno è tornato a Impact Wrestling durante Slammiversary XVII indossando una maschera.

## Politica
Rhyno il 3 marzo 2016 ha annunciato la sua candidatura alle elezioni primarie per la Camera dei Deputati dello Stato del Michigan. Il 2 agosto dello stesso anno ha vinto le elezioni primarie del partito Repubblicano, ed è di conseguenza il candidato ufficiale del partito per il posto nella camera dei rappresentanti del Michigan del quindicesimo distretto. Ha sconfitto di conseguenza gli altri due candidati repubblicani Paul Sophiea e Richard Johnson con un distacco di 56 voti (Rhyno 1056, Sophiea 1000, Johnson 716), e nelle elezioni di novembre ha sfidato il candidato del partito Democratico Abdullah Hammoud, perdendo.

## Personaggio

### Mosse finali
- Gore (Striking spear)

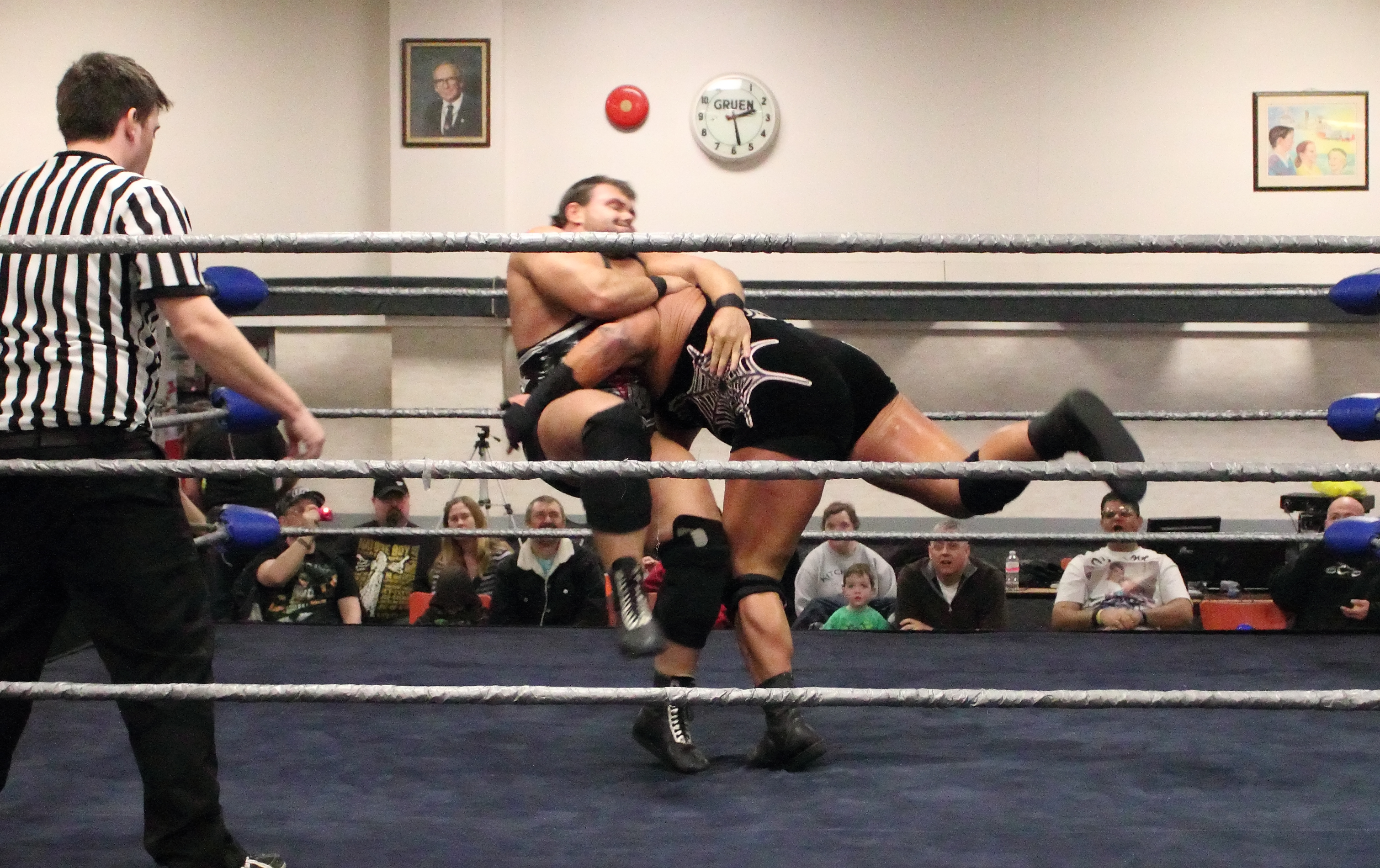
Rhino mentre esegue la Gore

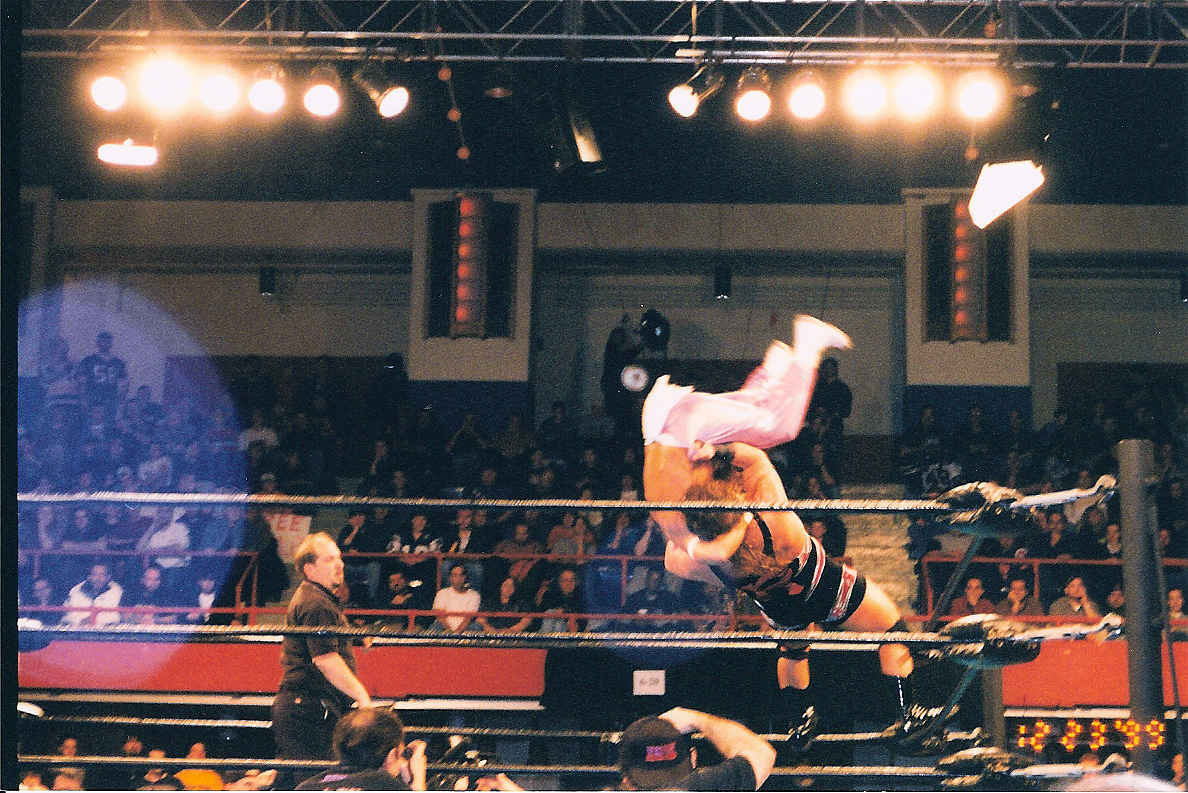
Rhino mentre esegue un Superplex

- Rhyno Driver / Rhyno Spike (Spike piledriver, a volte dalla seconda corda o sull'apron ring) – ECW/TNA
- Spinning spinebuster

### Manager
- Johnny D.

### Soprannomi
- "The Big F'n Deal"
- "Dr. Kill"
- "The Man Beast"
- "The Rookie Monster"
- "The War/Gore Machine"

## Titoli e riconoscimenti
- Border City Wrestling
  - BCW Can-Am Television Championship (1)
- Canadian Wrestling's Elite
  - CWE Tag Team Championship (1) – con AJ Sanchez
- Catch Wrestling Association
  - CWA World Tag Team Championship (2) – con Jean-Pierre Lafitte (1) e Joe Legend (1)
- DDT Pro-Wrestling
  - Ironman Heavymetalweight Championship (1)
- European Wrestling Promotion
  - EWP World Heavyweight Championship (1)
- Extreme Championship Wrestling
  - ECW World Heavyweight Championship (1)
  - ECW World Television Championship (2)
- Full Global Alliance Wrestling
  - FGA Heavyweight Championship (1)
- Insane Wrestling Revolution
  - IWR World Tag Team Championship (1) – con Heath
- International Wrestling Cartel
  - IWC World Heavyweight Championship (1)
- Jersey All Pro Wrestling
  - JAPW Heavyweight Championship (1)
- Lancaster Championship Wrestling
  - LCW Heavyweight Championship (1)
- Metro Pro Wrestling
  - MPW Heavyweight Championship (1)
- NWA Mid-South
  - NWA Mid-South Unified Heavyweight Championship (1)
- Prime Time Wrestling
  - PTW Heavyweight Championship (1)
- Pro Wrestling Illustrated
  - 10º tra i 500 migliori wrestler singoli nella PWI 500 (2001)
- Pure Wrestling Association
  - Carrot Cup (2015) – con Tommy Dreamer
- Rockstar Pro
  - Rockstar Pro Championship (1)
- Squared Circle Expo
  - SCX Tag Team Championship (1) – con Heath
- Total Nonstop Action Wrestling/Impact Wrestling
  - Impact World Tag Team Championship (1) – con Heath
  - NWA World Heavyweight Championship (1)
  - Gauntlet for the Gold (2005 – Heavyweight)
  - TNA Turkey Bowl (2008)
  - Call Your Shot Gauntlet Trophy (2020)
- Universal Championship Wrestling
  - UCW Heavyweight Championship (1)
- Universyl Wrestling Enterprises
  - UWE Heavyweight Championship (1)
- USA Xtreme Wrestling
  - UXW Heavyweight Championship (1)
- World Series Wrestling
  - WSW Heavyweight Championship (1)
- World Wrestling Federation/Entertainment
  - WCW United States Championship (1)
  - WWE SmackDown Tag Team Championship (1) – con Heath Slater
  - WWF Hardcore Championship (3)
  - WWE SmackDown Tag Team Championship Tournament (2016) – con Heath Slater
- Xtreme Intense Championship Wrestling
  - XICW Midwest Heavyweight Championship (3)
  - XICW Tag Team Championship (1, attuale) – con Heath
- Xtreme Wrestling Alliance
  - XWA Heavyweight Championship (1)